# Ragnhild de Noruega
Ranghild de Noruega, princesa de Noruega (Oslo, 1930 - Rio de Janeiro, 2012). Princesa de Noruega amb el tractament d'altesa reial que des del seu matrimoni l'any 1953 ha passat a anomenar-se: Princesa Ranghild, senyora Lorentzen, i a ostentar el tractament d'altesa.
Nascuda al Palau Reial d'Oslo el dia 9 de juny de l'any 1930 essent filla del rei Olaf V de Noruega i de la princesa Marta de Suècia. Ranghild era neta per via paterna del rei Haakon VII de Noruega i de la princesa Maud del Regne Unit i per via materna del príncep Carles de Suècia i de la princesa Ingeborg de Dinamarca.
El dia 15 de maig de 1953 contragué matrimoni morganàticament amb Erling Sven Lorentzen a la ciutat noruega d'Asker. La parella ha tingut tres fills:
- Haakon Lorentzen, nat el 1954 a Oslo. Es casà el 1982 a Rio de Janeiro amb Martha Carvalho de Freitas.

- Ingeborg Lorentzen, nada a Oslo el 1957. Es casà el 1982 a Rio de Janeiro amb Paolo Cesar Ribeiro Filho.

- Ranghild Lorentzen, nada a Rio de Janeiro el 1968. Es casà el 2003 a Rio de Janeiro amb Aaron Matthew Long.

Com a conseqüència del seu casament per via morganàtica desoint les lleis internes de la Casa Reial de Noruega perdé els seus drets dinàstics i els dels seus descendents. Alhora perdé el tractament d'altesa reial i el de princesa de Noruega, passant a ostentar el tractament d'altesa i el títol de Princesa Ranghild.
L'any 2004, dos anys després del casament del príncep Haakon de Noruega amb Mette-Marit Tjessen-Hoiby, realitzà una entrevista a un canal noruec en què qüestionava la idoneïtat de la nova princesa hereva i es mostrava refractària a què es convertís en reina. En aquesta entrevista també es preguntava sobre el futur de la monarquia noruega arran dels matrimonis dels seus nebots. Aquestes entrevistes s'han d'entendre en el marc del recel que la princesa manté amb la institució monàrquica pel buit que rebé arran del seu matrimoni desigual, ja que hagué d'abandonar el país en direcció al Brasil i el dia de la seva nativitat deixà d'ondejar la bandera nacional al Palau Reial.